# Malé Zlievce
Malé Zlievce (maďarsky Alsózellő, do roku 1907 Kiszellő) jsou obec v okrese Veľký Krtíš na Slovensku.

## Pamětihodnosti
- Evangelický kostel, původně zřejmě gotická jednolodní stavba s pravoúhle ukončeným presbytářem a věží tvořící součást hmoty kostela, který vznikl asi kolem poloviny 14. století. Od první třetiny 17. století je místní církevní sbor evangelický. V roce 1633 se uskutečnila rozsáhlá renesanční přestavba kostela. Další přestavba se uskutečnila v roce 1798, kdy byla rozšířena loď kostela, donátory přestavby byli místní zemani. V tomto období vznikla i současná zděná věž, jelikož původně u kostela stála pouze dřevěná zvonice. Kostel tak dostal současnou barokně–klasicistní podobu. Fasády kostela jsou členěny lizénovými rámy, na věži jsou pilastry. V interiéru se nachází oltář s obrazem Ukřižovaného; obraz je z roku 1636.[3]
- Ruiny zámečku Prónayových, barokní stavby z roku 1709. Jedná se o blokovou dvoupodlažní stavbu na půdorysu obdélníku s valbovou střechou a představaným rizalitem.
- Kúria rodiny Ivanka (číslo domu 7./8.), klasicistická stavba, pôvodne z roku 1748, dnes prestavaná.
- Klasicistická kúrie (číslo domu 5./6.), obdélníková stavba z konce 18. století.[4]